# União Internacional de Geodésia e Geofísica
A União Internacional de Geodésia e Geofísica é uma das grandes federações científicas do mundo, composta por sete associações. Mais de 100 países são associados à federação.
O principal objetivo da IUGG é a promoção e coordenação das pesquisas sobre a Terra e seu contorno próximo. Ela criou grupos interinstitucionais de trabalho sobre temas atuais e mantem uma série de "servíços" científicos internacionais como, por exemplo, sobre a rotação da Terra ou sobre o GPS. A cada quatro anos há um congresso geral de duas semanas com 5 a 10.000 participantes e centenas de Workshops: 1991 Viena (Áustria), 1995 Boulder (USA), 1999 Birmingham (UK), 2003 Sapporo (Japão), 2007 em Perugia (Itália).
A IUGG coopera com as grandes organizações internacionais como com as Nações Unidas ou com o Conselho Internacional de Ciência (CIC), como também com as organizações das geociências como, por exemplo, a EGS, IAG, IAMAP, IAH, IHO, COSPAR.